# Dlouhá Ves (Vrchoslavice)
Dlouhá Ves je část obce Vrchoslavice v okrese Prostějov. Nachází se na severovýchodě Vrchoslavic. Prochází zde silnice II/430. V roce 2009 zde bylo evidováno 44 adres. V roce 2001 zde trvale žilo 107 obyvatel.
Dlouhá Ves leží v katastrálním území Vrchoslavice o výměře 3,38 km2.

## Obyvatelstvo

### Struktura
Vývoj počtu obyvatel za celou obec i za jeho jednotlivé části uvádí tabulka níže, ve které se zobrazuje i příslušnost jednotlivých částí k obci či následné odtržení.
| Místní části   | Místní části    | 1869 | 1880 | 1890 | 1900 | 1910 | 1921 | 1930 | 1950 | 1961 | 1970 | 1980 | 1991 | 2001 | 2011 |
| -------------- | --------------- | ---- | ---- | ---- | ---- | ---- | ---- | ---- | ---- | ---- | ---- | ---- | ---- | ---- | ---- |
| Počet obyvatel | část Dlouhá Ves | 123  | 143  | 176  | 169  | 165  | 161  | 159  | 147  | 168  | 152  | 132  | 137  | 107  | 125  |
| Počet domů     | část Dlouhá Ves | 25   | 30   | 30   | 30   | 30   | 32   | 36   | 39   | 0    | 39   | 35   | 44   | 44   | 44   |

## Fotogalerie

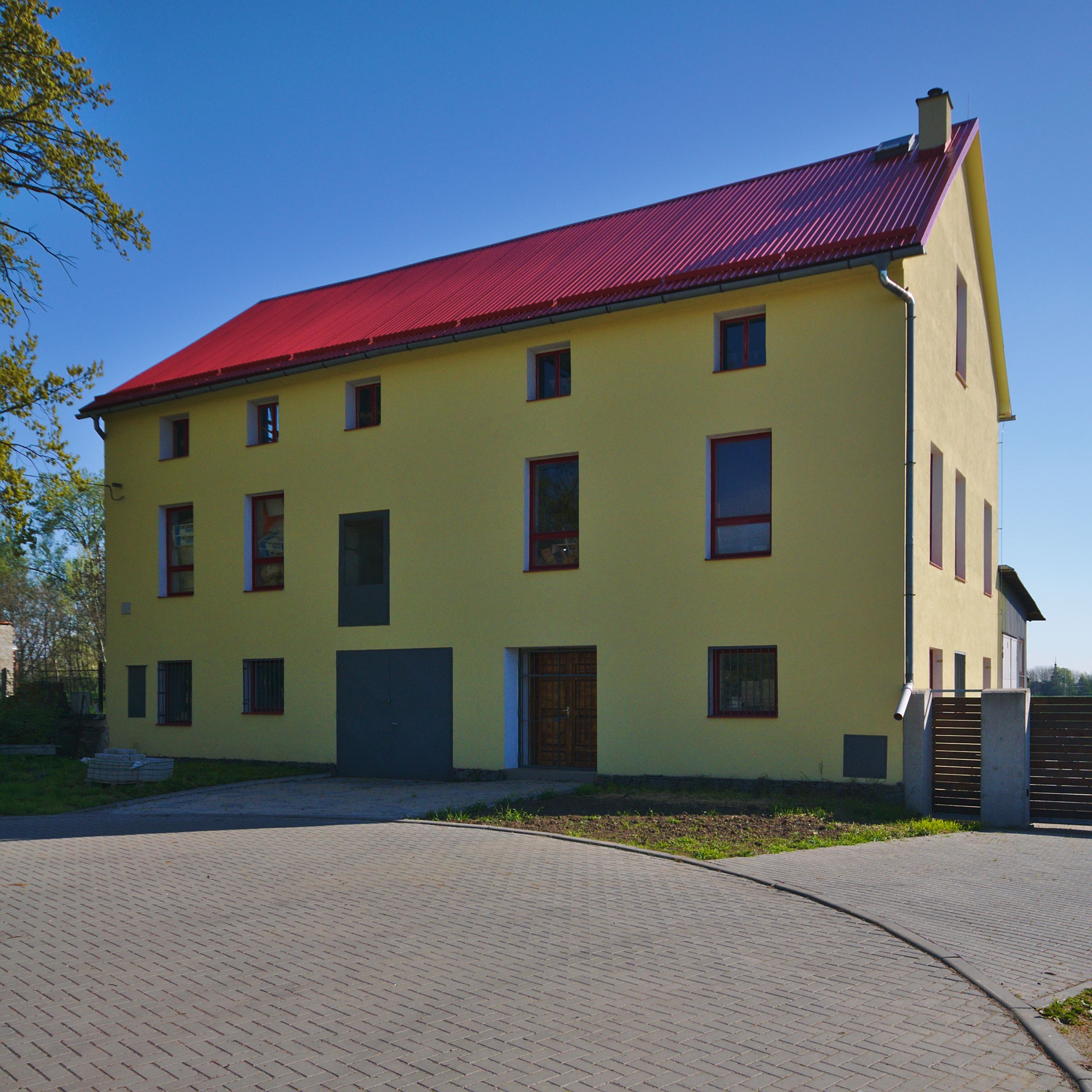
Mlýn
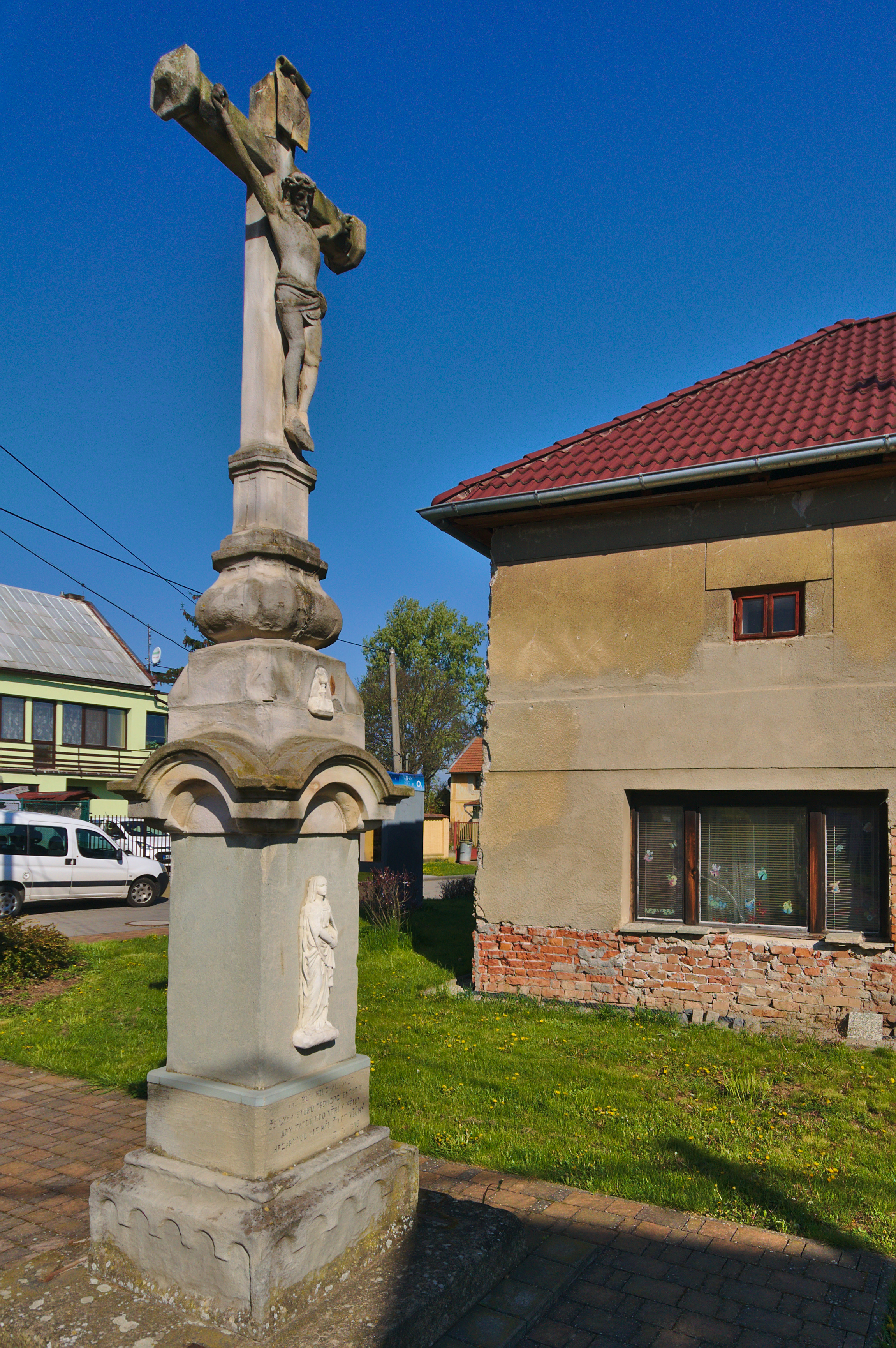
Kříž před kaplí
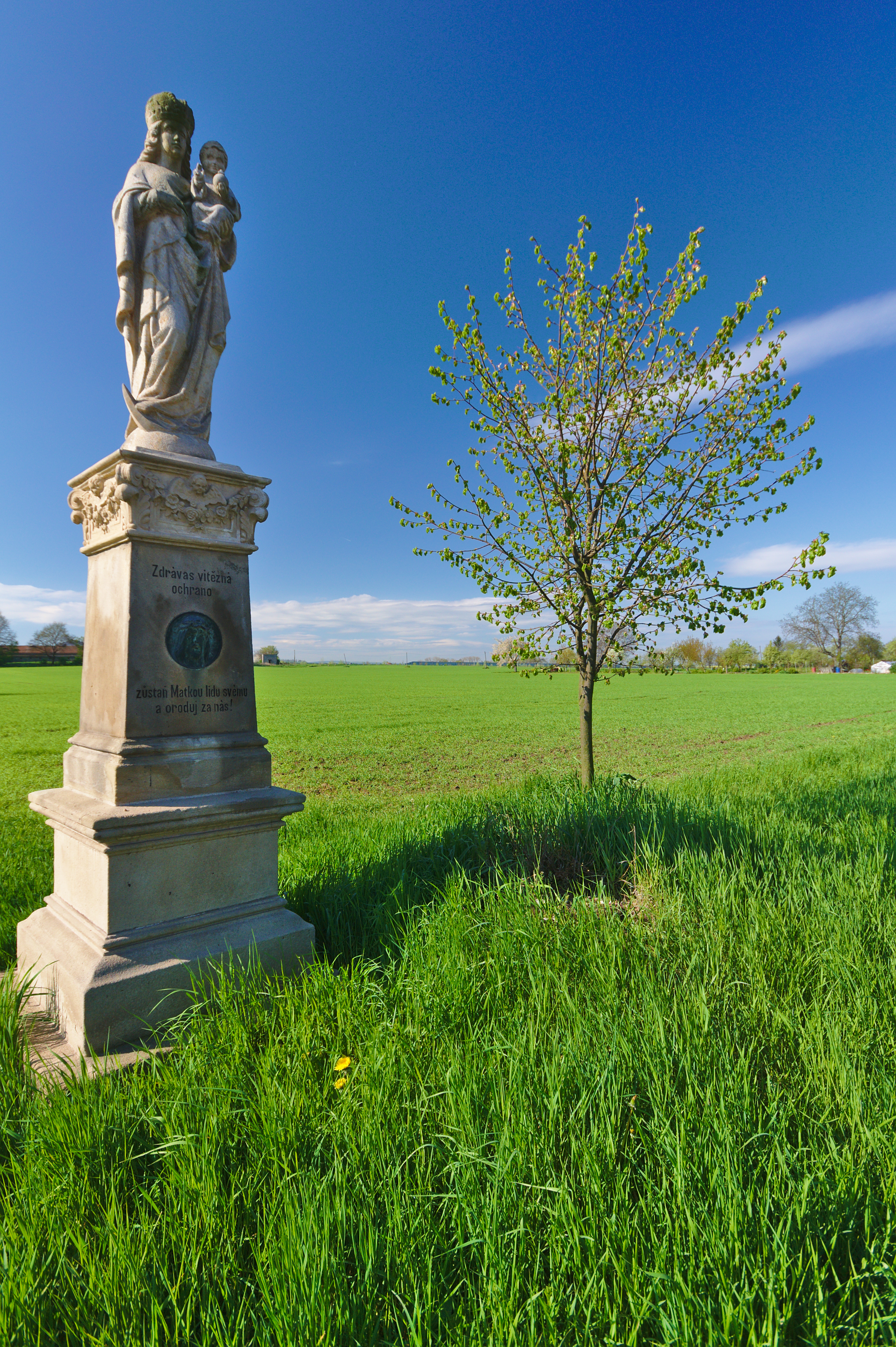
Socha Panny Marie
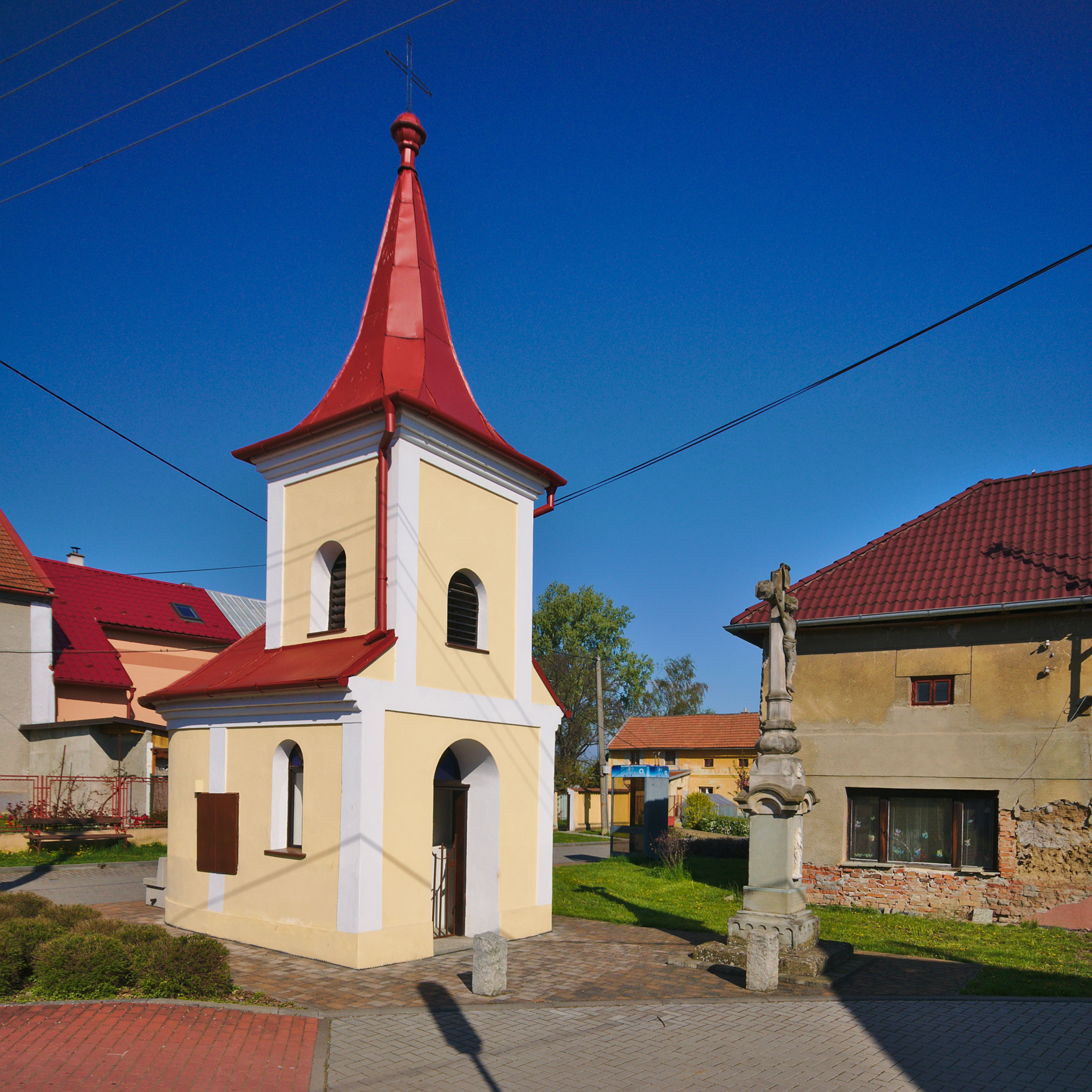
Kaple
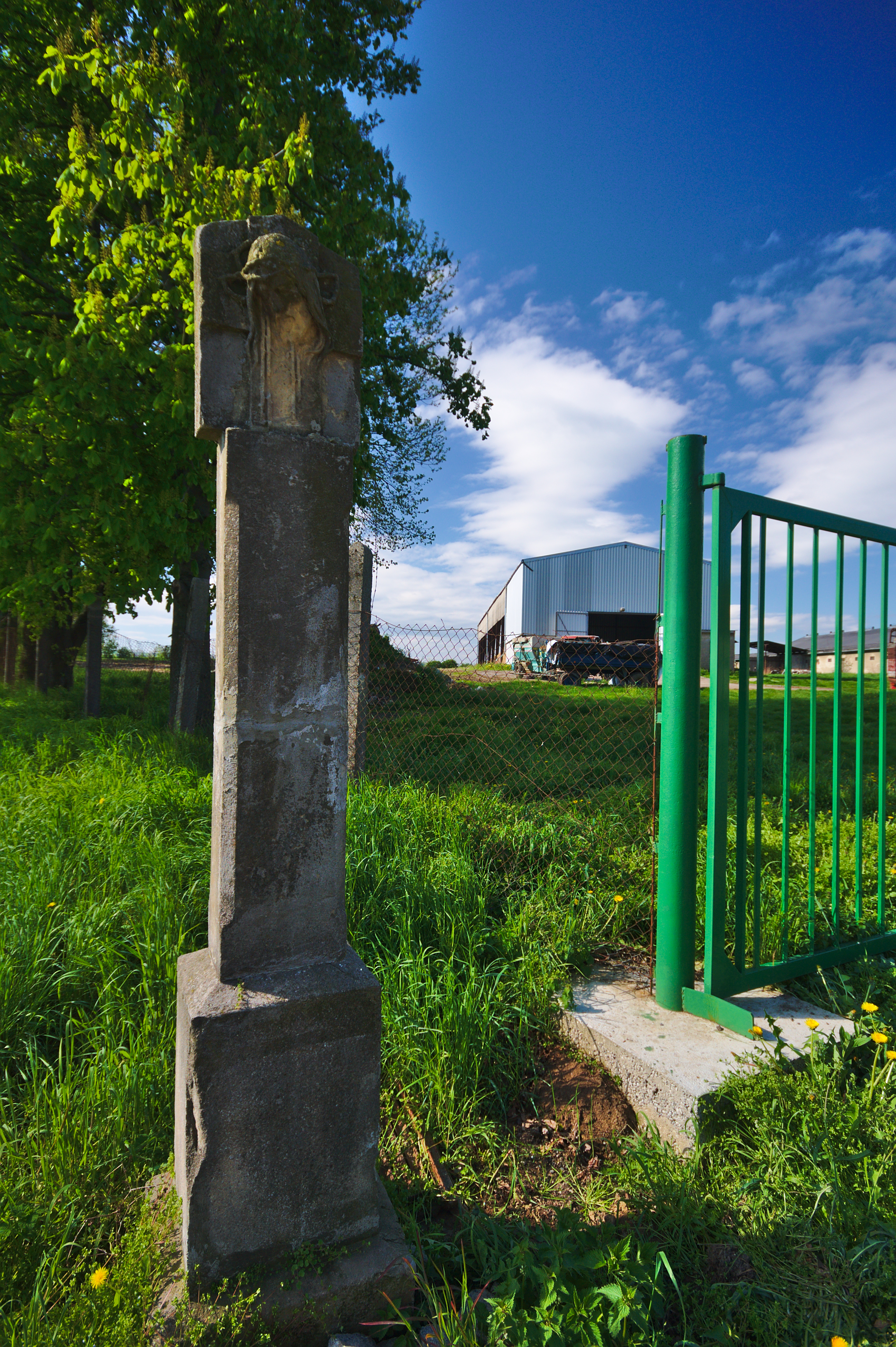
Boží muka u vjezdu do zemědělského družstva
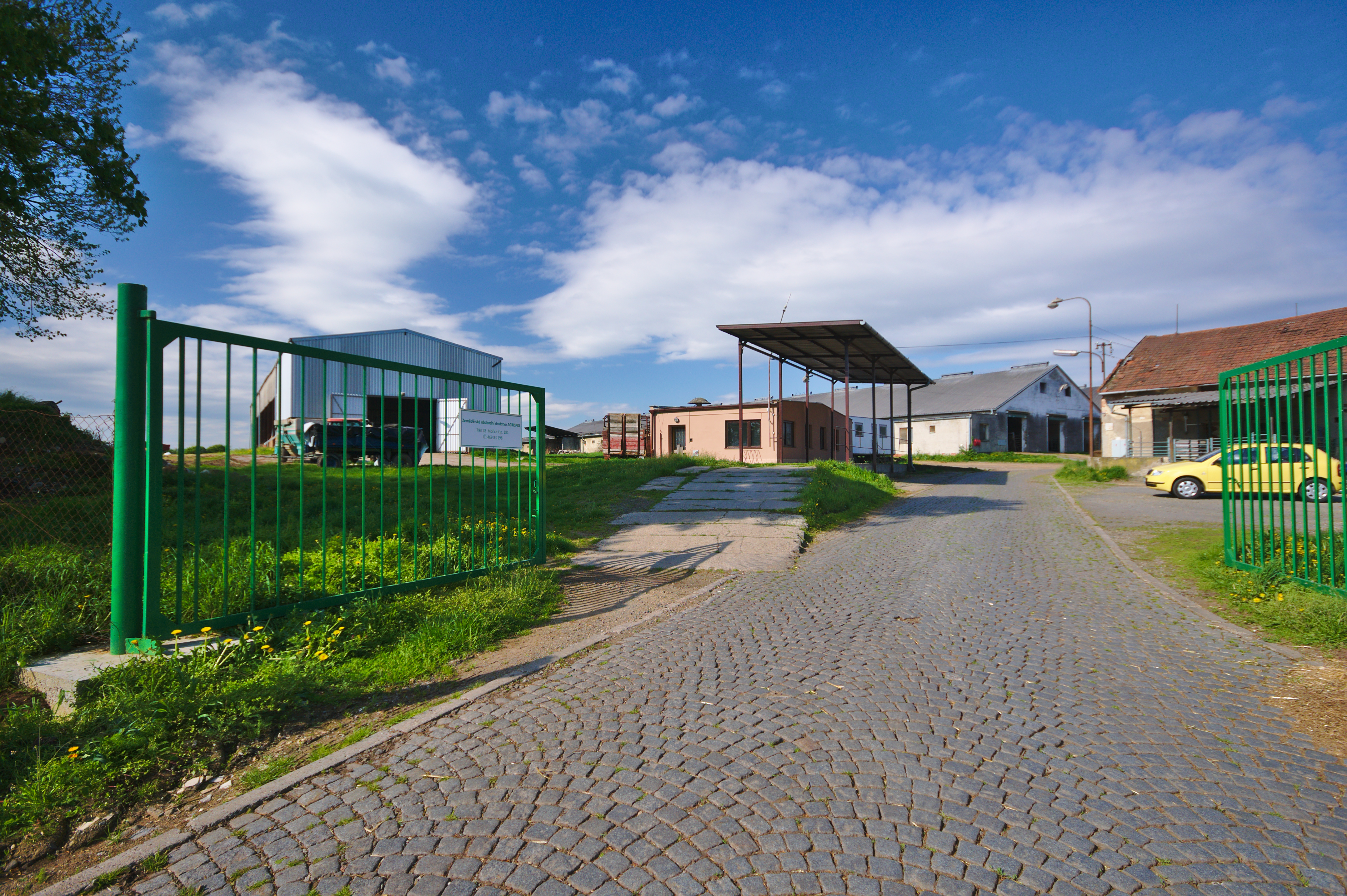
Zemědělské družstvo
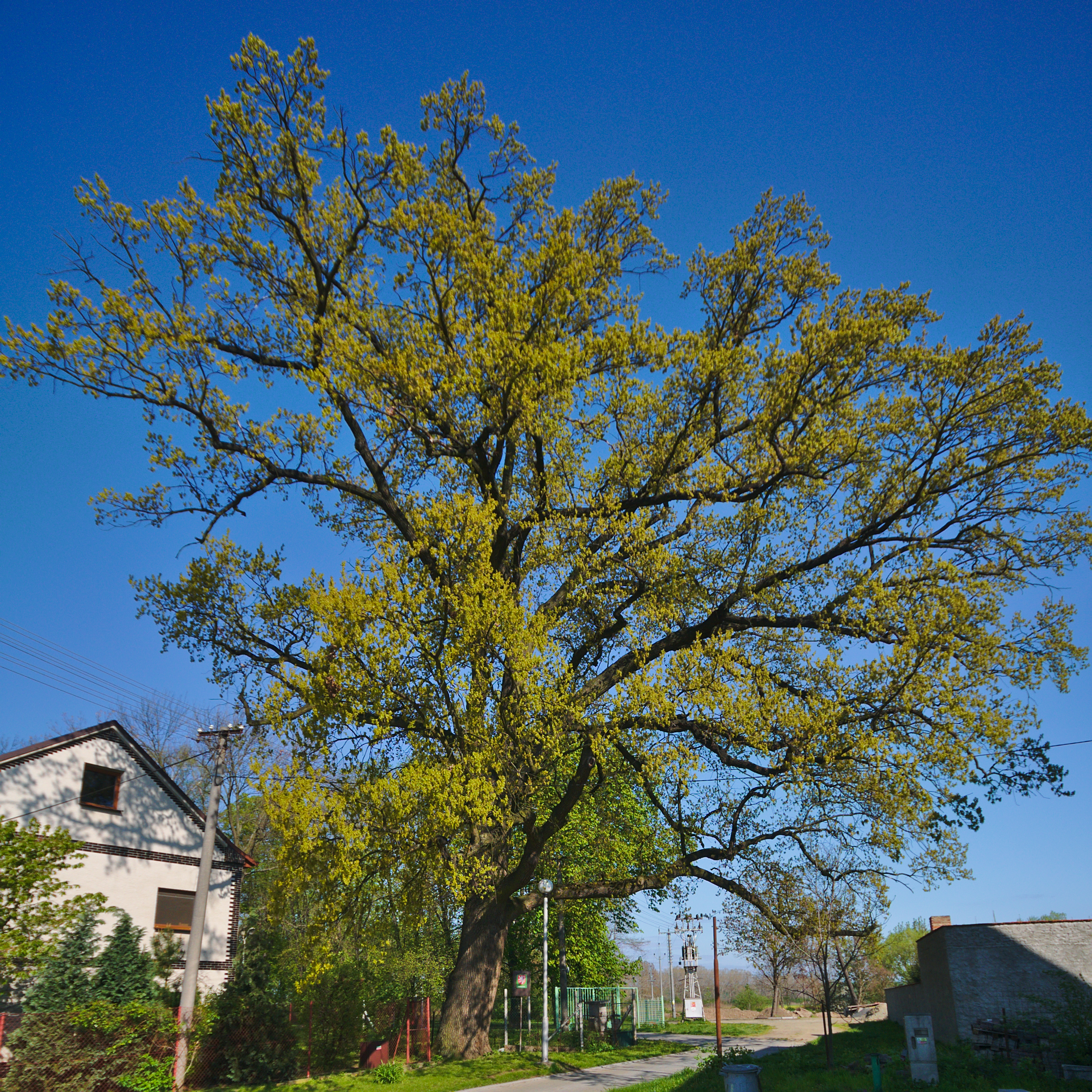
Vrchoslavický dub

## Pamětihodnosti
- kostel sv. Michala archanděla
- Fara
- socha sv. Floriána
- socha sv. Valentýna
- socha panny Marie
- kamenný kříž
- dřevěný kříž
- pamětní deska
- památník osvobození[7]